# NSW Classe 442
A Classe 442 da New South Wales Government Railways (NSWGR) são locomotivas diesel-elétricas construídas pela A. E. Goodwin e pela Comeng entre 1970 e 1973 e destinadas a serviços de transporte de carga e passageiros na região de Nova Gales do Sul na Austrália.

## História
A Classe 442 foi encomendada e operada pela NSWGR, a classe é baseada nas unidades Alco de segunda geração, seu principal uso na Austrália foi como trem de carga e para transporte de passageiros no estado australiano de Nova Gales do Sul. As locomotivas da classe são similares a da Classe 70 da South Australian Railways (SAR).
Apelido
Foram apelidadas de Jumbo por terem sido entregues no mesmo ano em que a companhia aérea Qantas recebeu o seu primeiro jato Boeing 747 em 1971.
Construção
Foram introduzidas para que houvesse a substituição das locomotivas Classe 40 da NSW que eram datadas de 1951, é não era viável à época uma reconstrução desta classe, então necessitou por optar em substituí-las. Seguiu-se uma encomenda de 20 locomotivas da Classe 442 solicitada para a empresa AE Goodwin.

Locomotiva 44216 em Brisbane, c.1987.
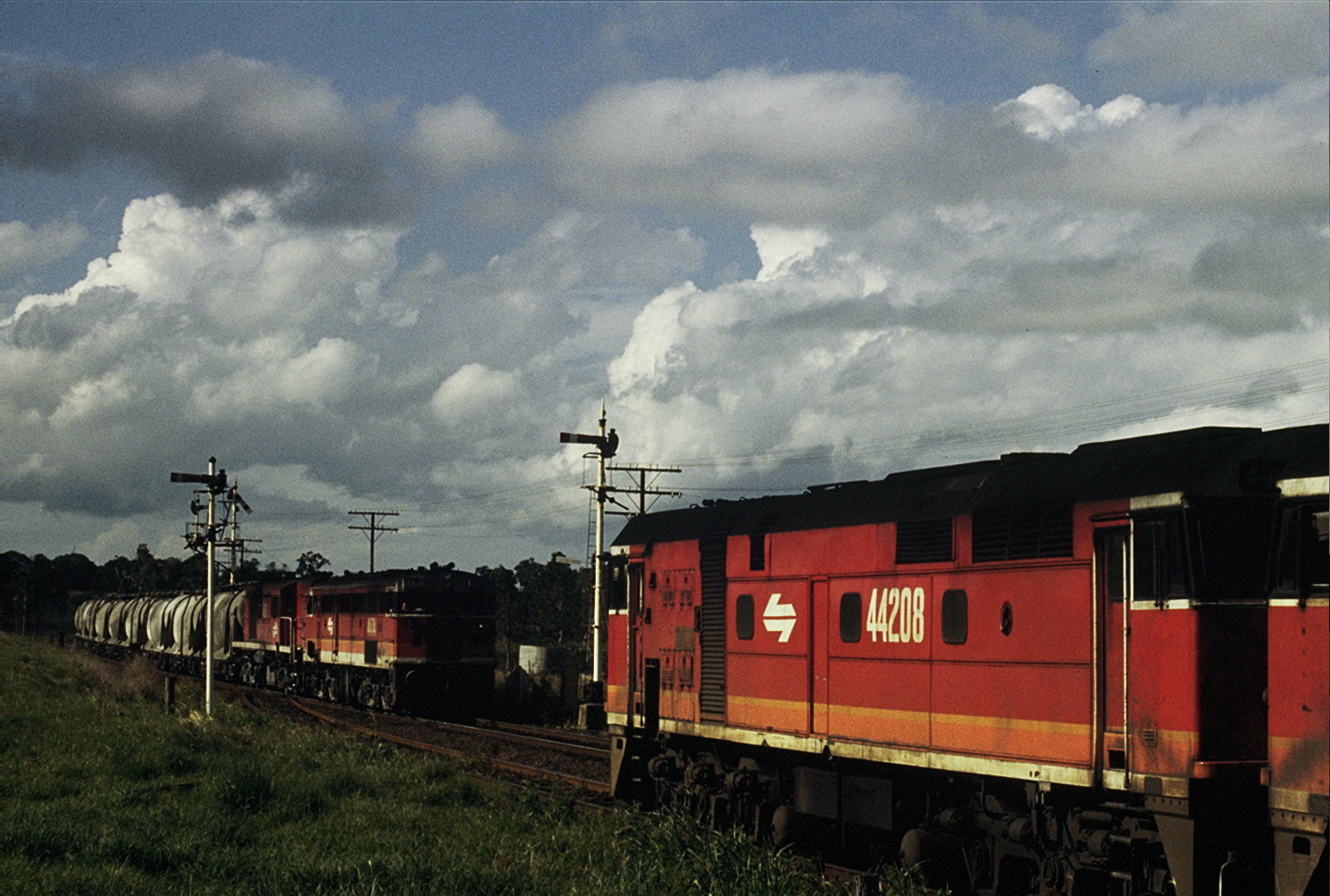
44228 na linha Casino-Brisbane c.1987.
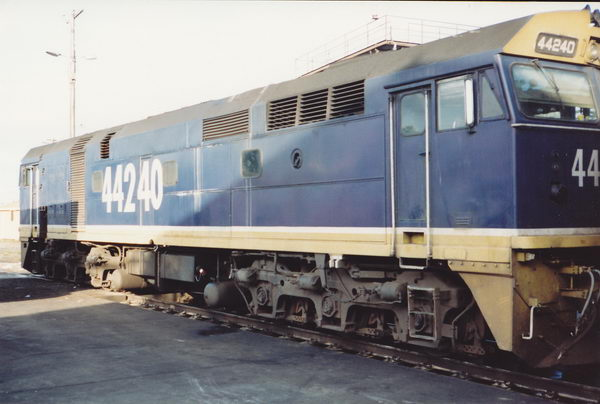
44240 no pátio de Broadmeadow, Nova Gales do Sul.
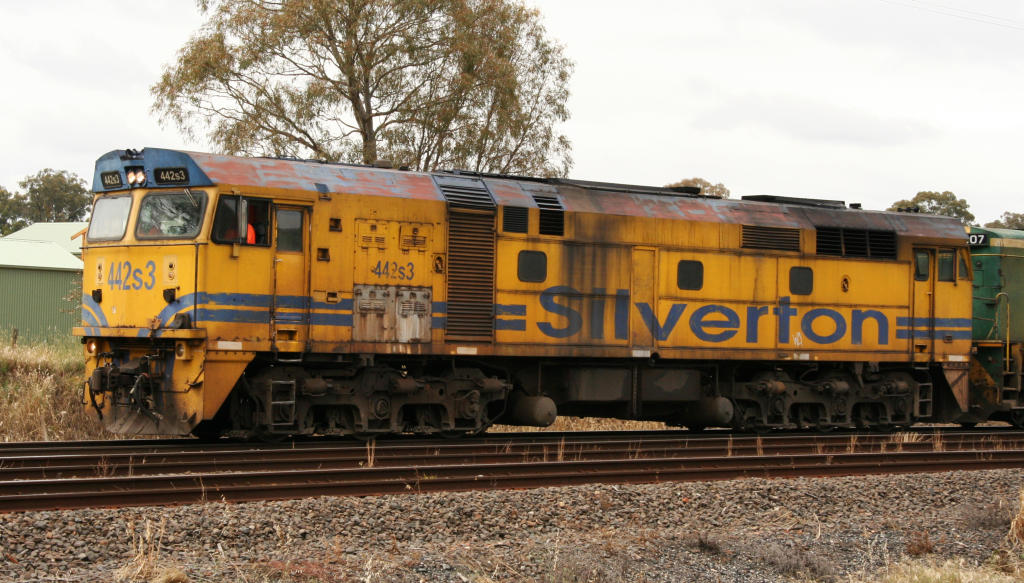
442s3 ex 44203 operada pela Silverton Rail.

As locomotivas desta classe foram introduzidas virtualmente para o jogo de computador Trainz Rail Simulator da desenvolvedora Auran/N3W, neste software o jogador pode conduzir o modelo em várias linha criadas pelo jogo ou pelo usuário.

## Situação da frota
| Locomotiva | No. de Série | Completada       | Atual / Último proprietário           | Estado                                                 | Notas            |
| ---------- | ------------ | ---------------- | ------------------------------------- | ------------------------------------------------------ | ---------------- |
| 44201      | G-6045-01    | dezembro de 1970 | CFCL Australia                        | Reconstruída como GL105 Operacional                    |                  |
| 44202      | G-6045-02    | abril de 1971    | Qube Logistics                        | Operacional                                            | ex 442s4         |
| 44203      | G-6045-03    | abril de 1971    | Qube Logistics                        | Desmanchada                                            | Renumerada 442s3 |
| 44204      | G-6045-04    | maio de 1971     | Southern Shorthaul Railroad           | Operacional                                            | ex JL401         |
| 44205      | G-6045-05    | maio de 1971     | Morrison Knudsen Australia            | Desmanchada                                            |                  |
| 44206      | G-6045-06    | julho de 1971    | Southern Shorthaul Railroad           | Operacional                                            | ex JL402         |
| 44207      | G-6045-07    | julho de 1971    | CFCL Australia                        | Reconstruída como GL101 Operacional                    |                  |
| 44208      | G-6045-08    | agosto de 1971   | CFCL Australia                        | Operacional                                            | ex JL403         |
| 44209      | G-6045-09    | agosto de 1971   | CFCL Australia                        | Operacional                                            | ex JL404         |
| 44210      | G-6045-10    | setembro de 1971 | Morrison Knudsen Australia            | Desmanchada                                            |                  |
| 44211      | G-6045-11    | setembro de 1971 | New South Wales Rail Transport Museum | Preservada (operacional)                               |                  |
| 44212      | G-6045-12    | outubro de 1971  | CFCL Australia                        | Reconstruída como GL112 Operacional                    |                  |
| 44213      | G-6045-13    | outubro de 1971  | Morrison Knudsen Australia            | Desmanchada                                            |                  |
| 44214      | G-6045-14    | novembro de 1971 | Morrison Knudsen Australia            | Desmanchada                                            |                  |
| 44215      | G-6045-15    | dezembro de 1971 | CFCL Australia                        | Reconstruída como GL110 Operacional                    |                  |
| 44216      | G-6045-16    | maio de 1972     | CFCL Australia                        | Reconstruída como GL102 Operacional                    |                  |
| 44217      | G-6045-17    | maio de 1972     | Qube Logistics                        | Operacional                                            | Renumerada 442s2 |
| 44218      | G-6045-18    | junho de 1972    | CFCL Australia                        | Reconstruída como GL106 Operacional                    |                  |
| 44219      | G-6045-19    | junho de 1972    | Morrison Knudsen Australia            | Desmanchada                                            |                  |
| 44220      | G-6045-20    | junho de 1972    | Qube Logistics                        | Operacional                                            | ex 442s1         |
| 44221      | G-6045-21    | janeiro de 1972  | Australian National                   | Desmanchada                                            | [ 1 ]            |
| 44222      | G-6045-22    | março de 1972    | CFCL Australia                        | Reconstruída como GL108 Operacional                    |                  |
| 44223      | G-6045-23    | março de 1972    | Qube Logistics                        | Operacional                                            | ex 442s5         |
| 44224      | G-6045-24    | março de 1972    | Morrison Knudsen Australia            | Desmanchada                                            |                  |
| 44225      | G-6045-25    | março de 1972    | Morrison Knudsen Australia            | Desmanchada                                            |                  |
| 44226      | G-6045-26    | junho de 1972    | Qube Logistics                        | Operacional                                            | Renumerada 442s6 |
| 44227      | G-6045-27    | julho de 1972    | Morrison Knudsen Australia            | Desmanchada                                            |                  |
| 44228      | G-6045-28    | julho de 1972    | CFCL Australia                        | Reconstruída como GL103 Operacional                    |                  |
| 44229      | G-6045-29    | julho de 1972    | CFCL Australia                        | Renumerada BHP101, Reconstruída como GL109 Operacional | [ 2 ]            |
| 44230      | G-6045-30    | julho de 1972    | CFCL Australia                        | Reconstruída como GL104 Operacional                    |                  |
| 44231      | G-6045-31    | agosto de 1972   | Morrison Knudsen Australia            | Desmanchada                                            |                  |
| 44232      | G-6045-32    | setembro de 1972 | CFCL Australia                        | Renumerada JL406, Reconstruída como GL111 Operacional  |                  |
| 44233      | G-6045-33    | novembro de 1972 | CFCL Australia                        | Renumerada BHP102, Reconstruída como GL107 Operacional | [ 2 ]            |
| 44234      | G-6045-34    | novembro de 1972 | Morrison Knudsen Australia            | Desmanchada                                            |                  |
| 44235      | G-6045-35    | março de 1973    | Silverton Rail                        | Desmanchada                                            | [ 3 ]            |
| 44236      | G-6045-36    | setembro de 1973 | State Rail Authority                  | Desmanchada                                            |                  |
| 44237      | G-6045-37    | setembro de 1973 | Silverton Rail                        | Desmanchada                                            |                  |
| 44238      | G-6045-38    | setembro de 1973 | State Rail Authority                  | Desmanchada                                            |                  |
| 44239      | G-6045-39    | outubro de 1973  | State Rail Authority                  | Desmanchada                                            |                  |
| 44240      | G-6045-40    | outubro de 1973  | State Rail Authority                  | Desmanchada                                            |                  |